# Божидар Јоксимовић
Божидар Јоксимовић (1869 — 1955) био је српски композитор и професор музике. Композиције су му већином на бази српског музичког фолклора. Творац је прве српске опере Женидба Милоша Обилића компоноване 1901. године која никада није изведена., а компоновао је и оркестарска дјела, композиције за виолину и оркестар, музику за позоришне представе...

## Биографија
Рођен је децембра 1868. године у Свилајнцу. Син је Јеврема Јоксимовића под чијим је председништвом сазидана школска зграда и отворена Реалница.
Учитељску школу завршио је у Београду 1889.г. Упоредо је учио музику на приватном конзерваторију Тоше Андрејевића такође у Београду. 15. новембра 1889.г. постављен је за предавача «певања и музике» у Свилајначкој гимназији. До 1894. године све школске распусте проводи у Прагу. 1896. године добија одсуство те завршава Музичку академију у Прагу. Послије укидања гимназије у Свилајнцу, постаје неко вријеме професор на гимназији у Јагодини. Од 1898.г. ради као професор у Учитељској школи у Алексинцу.

## Стваралаштво
Основао је певачко друштво «Поклич» у Свилајнцу 1889.г., певачко друштво «Бранко» 1896.г. у Јагодини. 1898.г. је обновио пјевачко друштво у Алексинцу. Од 1900.г. радио је у Београду као наставник пјевања у Богословији, Женској учитељској школи, у музичкој школи "Станковић" . Био је и хоровођа културноу-мјетничког Друштва Обилић. У Београду оснива «Академски оркестар» и «Мешовити учитељски хор». Приређује концерте. Те 1900.г. постаје хоровођа «Радничког певачког друштва» из кога су временом поникла пјевачка друштва: «Јакшић», «Даворје», "Корнелије", КУД Абрашевић и др. Још као ђак припадао је напредној школској омладини која је симпатисала Светозара Марковића. За једно «Светозарево вече» приређено за сакупљање прилога за издавање његових дјела, компоновао је «Светозарово коло » и «Напред» марш Светозара Марковића. За извођење ових композиција ангажован је Мертлов оркестар којим је дириговао Божидар Јоксимовић. Компоновао је велики број «маршева, фантазија, народних кола и сплета народних игара», гудачких квартета и квинтета, оркестарских дела, сценске музике, филмске музике. Прикупљао је народне мелодије, оставио више забиљежака о богатом ресавском и свилајначком мелосу, (Међу њима «Бојачанка» и «Свилајначко коло»). Сарађивао је са појединим музичким и књижевним часописима. Написао је Музички буквар.
У његовом богатом опусу је и пјесма «Играле се делије», за коју се мили да је народна. Компоновао је на ријечи српског учитеља и песника Милорада Петровића Сељанчице:
Играле се делије,
Насред земље Србије,
Ситно коло до кола,
Вило се до Стамбола.
Свира фрула из дола,
Фрула мога сокола,
Ситно коло до кола,
Вило се до Стабмола.
Чуло се до Стамбола,
Царског града охола,
Игра коло до кола,
Не хаје за Стамбола.

## Галерија слика
- Нотни запис "Ресавске химне"- Божидар Јоксимовић
- Певачко друштво „Поклич“- Свилајнац